# Casillas de Flores
Casillas de Flores is een gemeente in de Spaanse provincie Salamanca in de regio Castilië en León met een oppervlakte van 42,60 km². Casillas de Flores telt 183 inwoners (1 januari 2016).

## Demografische ontwikkeling

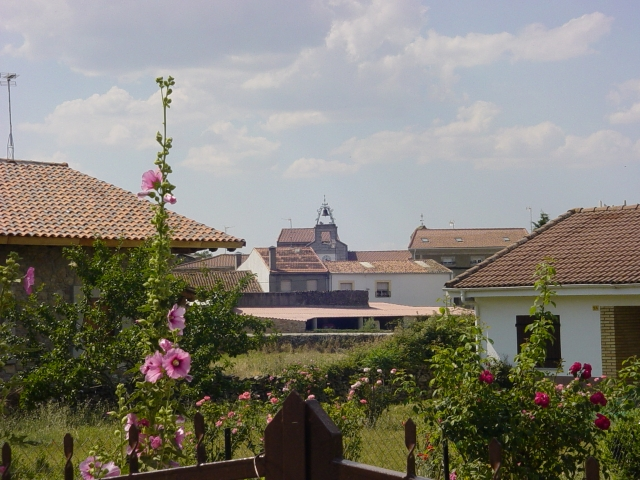
uitzicht over Casillas de Flores

Bron: INE, 1857-2011: volkstellingen